# Jerzwałd
Jerzwałd (niem. Gerswalde) – wieś w Polsce położona nad jeziorem Płaskim, będącym częścią Jezioraka, w województwie warmińsko-mazurskim, w powiecie iławskim, w gminie Zalewo.
W latach 1954–1961 wieś należała i była siedzibą władz gromady Jerzwałd, po jej zniesieniu w gromadzie Zalewo. W 1973 wieś należała do powiatu morąskiego. W latach 1946–1975 miejscowość administracyjnie należała do tzw. dużego województwa olsztyńskiego, a w latach 1975–1998 do tzw. małego województwa olsztyńskiego.
We wsi znajduje się też siedziba Zespołu Parków Krajobrazowych: Park Krajobrazowy Pojezierza Iławskiego, Park Krajobrazowy Wzgórz Dylewskich. W Jerzwałdzie od 1967 do śmierci żył i tworzył pisarz Zbigniew Nienacki (1929–1994). Jego grób znajduje się na miejscowym cmentarzu, a na domu, w którym mieszkał, wisi okolicznościowa tablica. Wieś i jej mieszkańcy są pierwowzorem wsi Skiroławki opisanej w powieści Nienackiego pt. Raz w roku w Skiroławkach. W Jerzwałdzie tworzył również przyjaźniący się z Nienackim pisarz Aleksander Minkowski. W pobliżu mieszkał malarz Alfons Kułakowski.
Od 2011 roku, w czerwcu, za sprawą Mirosława Mastalerza lokalnego pasjonata i przedsiębiorcy odbywa się w Jerzwałdzie plenerowy koncert muzyczny pod nazwą „Raz w roku w Jerzwałdzie”, a w sierpniu impreza jazzowa „Jazzwałd”. W Jerzwałdzie grali tacy artyści muzyki fortepianowej jak Adam Makowicz, Leszek Możdżer, Gloria Campaner czy Waldemar Malicki.

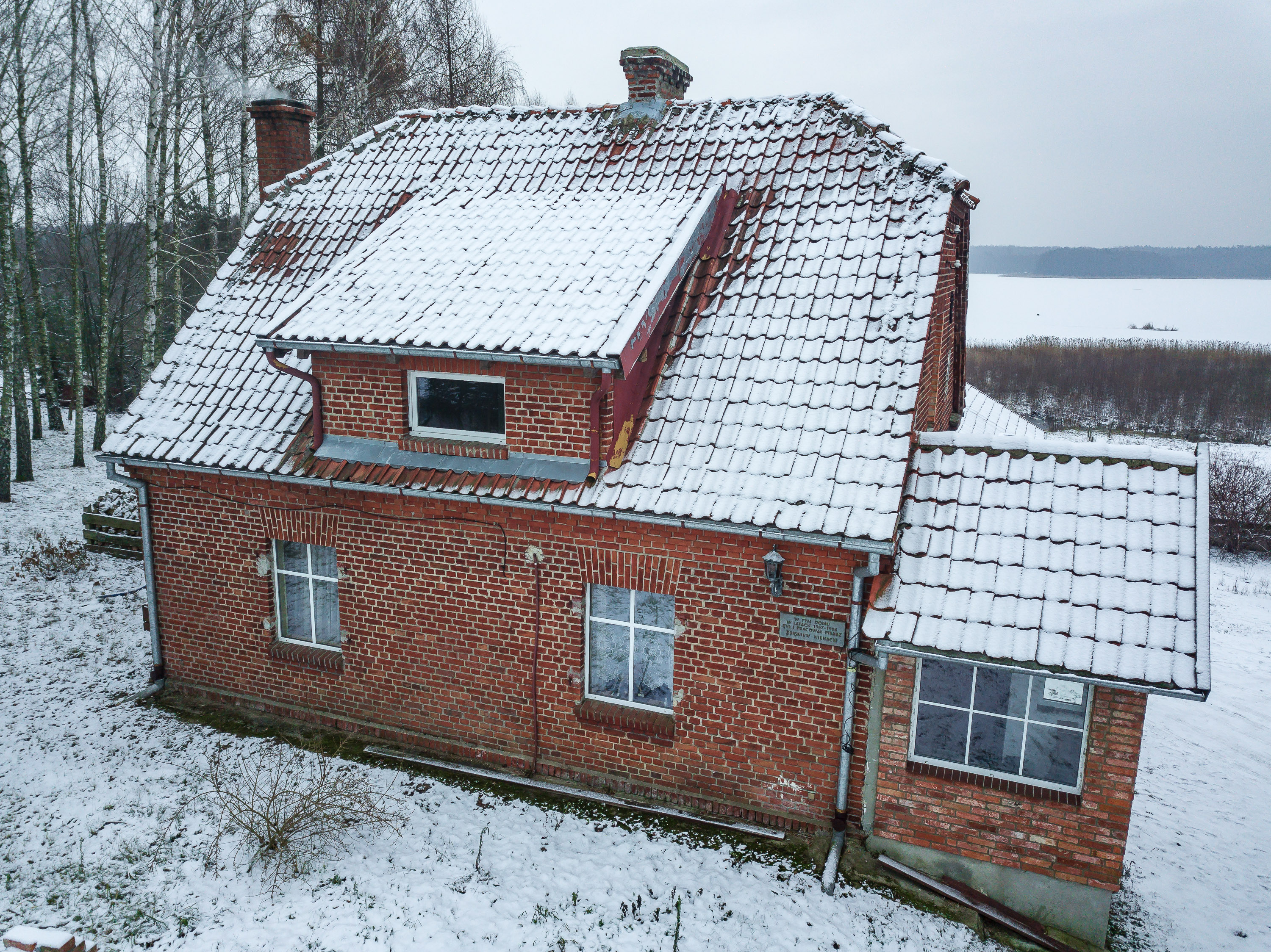
Dom pisarza Zbigniewa Nienackiego

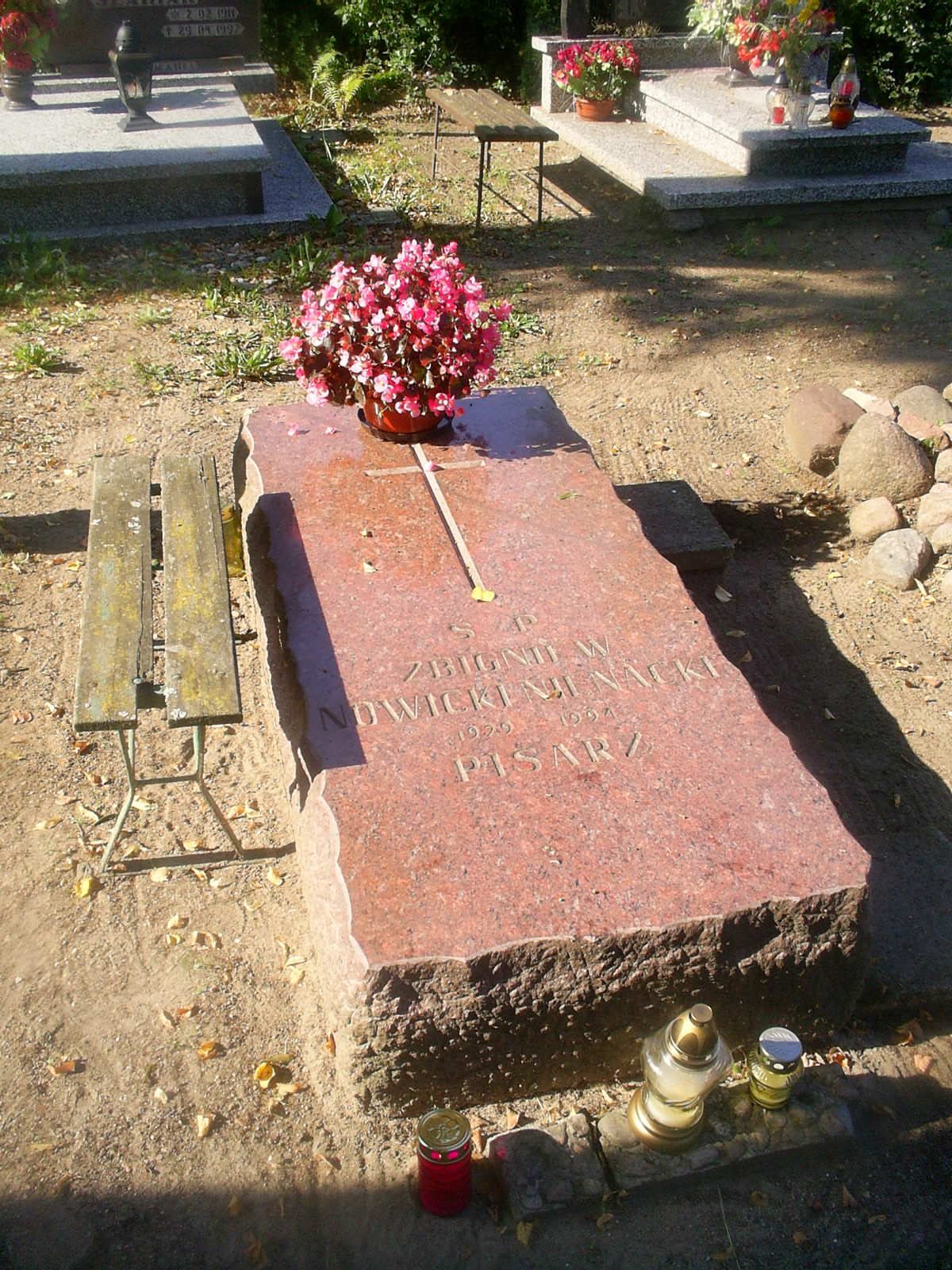
Grób Zbigniewa Nienackiego położony na miejscowym cmentarzu

## Historia
Przed przybyciem Krzyżaków tereny obecnego Jerzwałdu należały do szczepu pruskiego Geriów, których terytorium sięgało od wsi Karpowo do Jerzwałdu z centralnie położonym Zalewem. Po Geriach pozostały grodziska w Kozinach i Dobrzykach oraz obronne wały ziemne w okolicy Karpiarni, jeziora Witoszewskiego oraz między Dobrzykami i Likszanami. Prusowie na polach jerzwałdzkich byli rolnikami i hodowcami. Uprawiali owies, jęczmień, żyto i pszenicę, trudnili się też bartnictwem, myślistwem i rybołówstwem. Każda rodzina pruska miała własne bydło, owce i kozy, najliczniejsze były konie. Dobrze znali ciesielkę, tradycyjne były wyroby z kości i rogu.
W okolicy wsi odnaleziono cmentarzysko ciałopalne z okresu wczesnego średniowiecza.
Dawniej była tu wieś pruska zwana Keysy (nazwa od imienia założyciela). Komtur dzierzgoński – Luther z Brunszwiku – nadał Skipiele (Skypelo) i jego prawnym następcom 10 włok na polu osadniczym Keyserswalde. Włóki te były wolne od dziesięciny i szarwarku. W 1333 odnowiono dokument lokacyjny - wielki mistrz obdarował Skipełe i jego sukcesorów wielkim i małym sadownictwem oraz prawem połowu „małym sprzętem” ryb na własne potrzeby w obu jeziorach Rucewskich (Rucewo Małe, Rucewo Wielkie) oraz Jezioraku. Daninę wyznaczono na jeden korzec pszenicy i jeden korzec żyta od każdego pługa. Na Skipiele ciążyła również jedna służba zbrojna (w pruskiej zbroi).
Krótko później ziemie jerzwałdzkie, w nieco innych granicach niż pole Skypelona, otrzymali od Krzyżaków inni Prusowie, Lutyne i jego brat Warpune. Zapisano to w akcie nadania z 2 stycznia 1343. Czytamy tam m.in., że wielki mistrz – Ludolf Koenig – nadał wiernym Prusom Lutynie i jego bratu – Warpunie dwie wioski: Keyserswalde i Luxeine, w zamian za dobra jakie posiadali w Dajtymitach (Doythimiten) w okolicach Welawy. Na każdej wsi ciążył obowiązek służby zbrojnej w pruskiej zbroi. W regestrze z 1437 nie wspomina się już o służebności zbrojnej. Można więc wnioskować, że wsie zmieniły swój charakter. Po 1500 r. nie ma wzmianek o pierwotnym Jerzwałdzie – wieś prawdopodobnie całkowicie zaniknęła, a pola porosła puszcza.
Powtórne założenie wsi. W 1707 Jerzwałd założono ponownie, jako wieś szkatułową króla Prus Fryderyka I. Zasadźcą wsi czynszowej był Krzysztof Winkelowski z Wielowsi. Nadleśniczy ze Starego Dzierzgonia powierzył zasadźcy 26 włók pustkowia leśnego, zwanego Girsewalt. Zasadźca otrzymał dwie włóki sołeckie i przywilej założenia karczmy. Po wyznaczeniu działów okazało się, że wieś liczy 21 włók i 24 morgi. Początkowo uprawiano tylko 190 włók.
Wsią szkatułową są też Siemiany założone w 1700 pod nazwą Schwalgendorf. Kolonistami obu tych wsi byli Polacy sprowadzeni z Królestwa Polskiego. W sprawozdaniach wizytatorów szkół założonych w tych wsiach w 1739 nazywano je wsiami polskimi.
W czasie epidemii dżumy w latach 1709–1711 w Jerzwałdzie zmarły 92 osoby. W 1732 we wsi było 39 domów, w 1818 – 48 i 278 mieszkańców. W 1858 było 88 domów i 765 osób. Ludność w większości pracowała jako robotnicy rolni i leśni zatrudnieni w pobliskich lasach państwowych, tartaku i cegielni.
Szkołę założono we wsi około 1750. W 1939 była to trójklasowa szkoła z trzema nauczycielami. Uczęszczały do niej także dzieci z Rucewa i Likszan.
W 1939 gmina Jerzwałd liczyła łącznie 300 gospodarstw domowych i 1026 mieszkańców. 365 osoby utrzymywały się z rolnictwa lub leśnictwa, 444 z pracy w przemyśle i rzemiośle, 43 z pracy w handlu lub komunikacji. 89 gospodarstwa rolne miały powierzchnię w klasie 0,5-5 ha, 20 miało powierzchnie w granicach 5-10 ha, 6 było o powierzchni 10-20 ha, trzy – 20-100 ha i dwa o areale przekraczającym 100 ha.
W 1973 wieś należała do powiatu morąskiego, gmina Zalewo, poczta Jerzwałd.